# II liga polska w hokeju na lodzie (1969/1970)
II liga polska w hokeju na lodzie 1969/1970 – 16. sezon zmagań drugiego poziomu ligowego hokeja na lodzie w Polsce. Został rozegrany na przełomie 1969 i 1970 roku.
Od sezonu 1969/1970 został wprowadzony analogicznie system czterorundowy w I lidze, II lidze, lidze okręgowej i w lidze juniorskiej
Mistrzem II ligi została drużyna Unii Oświęcim. Po sezonie została rozwiązana sekcja Śląska Wrocław.

## Eliminacje
Po sezonie 1968/1969 przeprowadzono eliminacje o miejsce w II lidze 1969/1970. Rywalizacja była prowadzona w grupach.
- Grupa Południowa: Dolmel Wrocław (mistrz okręgu wrocławskiego), Elektro Łaziska Górne (mistrz okręgu katowickiego), JKS Jarosław (mistrz okręgu rzeszowskiego).
  - Turniej w Jarosławiu 1–2 marca 1969[4]:
    - JKS Jarosław – Elektro Łaziska Górne 0:7 (0:1, 0:2, 0:4)
    - JKS Jarosław – Dolmel Wrocław 2:8 (1:0, 1:6, 1:2)

  - Turniej na Śląsku i we Wrocławiu[5]:
    - Elektro Łaziska Górne – JKS Jarosław 10:1 (5:1, 4:0, 1:0)
    - Dolmel Wrocław – JKS Jarosław 17:2 (5:0, 6:1, 6:1)

Wyniki
Ostatnie trzy kolejki
| 28.02-1.03 | 16                 |                   |           |  |                           |
|            | KTH Krynica        | Znicz Pruszków    | 9:0,8:2   |  | (5-0,4-0,0-0) 3-1,3-0,2-1 |
|            | Włókniarz Zgierz   | Unia Oświęcim     | 1:2,5:6   |  | (0-1,1-1,0-0) 1-5,3-1,1-0 |
|            | Boruta Zgierz      | Fortuna Wyry      | 6:2,2:3   |  | (3-1,2-1,1-0) 1-0,1-2,0-1 |
|            | Zagłębie Sosnowiec | Odra Opole        | 6:2,1:3   |  | (2-0,1-1,3-1) 0-1,0-2,1-0 |
| 14-15.03   | 17                 |                   |           |  |                           |
|            | Unia Oświęcim      | Fortuna Wyry      | 9:3,1:3   |  | (3-1,1-1,5-0) 0-1,1-1,0-1 |
|            | Stocznia Szczecin  | Boruta Zgierz     | 1:7,2:8   |  | (0-3,1-1,0-3) 0-3,0-5,2-0 |
|            | Włókniarz Zgierz   | Odra Opole        | 3:4,2:9   |  | (1-1,2-3,0-0) 0-3,2-2,0-4 |
|            | Zagłębie Sosnowiec | KTH Krynica       | 3:3,5:5   |  | (1-1,2-0,0-2) 1-1,2-3,2-1 |
|            | Śląsk Wrocław      | Znicz Pruszków    |           |  |                           |
| 21-22.03   | 18                 |                   |           |  |                           |
|            | Unia Oświęcim      | Stocznia Szczecin | 12:0,12:0 |  | (3-0,4-0,5-0) 3-0,2-0,7-0 |
|            | Zagłębie Sosnowiec | Włókniarz Zgierz  | 7:0,3:1   |  | (3-0,1-0,3-0) 0-0,1-0,2-1 |
|            | Boruta Zgierz      | KTH Krynica       | 6:11,9:7  |  | (1-5,3-3,2-3) 3-2,2-2,4-3 |
|            | Znicz Pruszków     | Fortuna Wyry      | 5:8,3:12  |  | (3-1,1-3,1-4) 1-4,2-4,0-4 |